# モザンビークの県
モザンビークの県（Districts_of_Mozambique）は、モザンビークにある県の一覧。

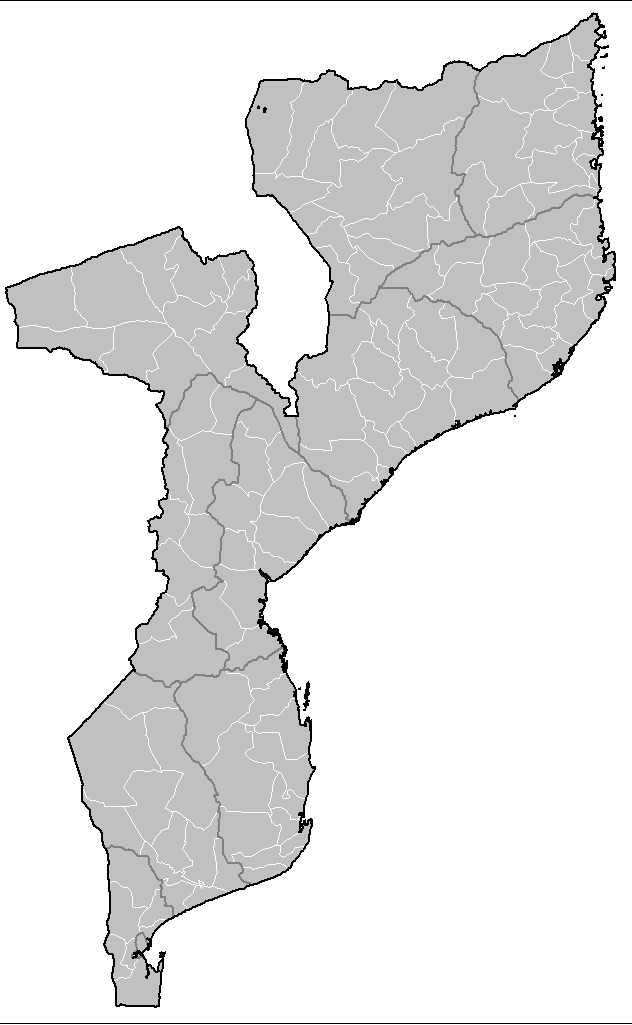
モザンビークの地区

## カボ・デルガード州
カボ・デルガード州には以下の16の郡がある。
- アンクアベ郡（英語版）
- チウレ郡（英語版）
- キサンガ郡（英語版）
- ナムノ郡（英語版）
- ナンガーデ郡（英語版）
- バラマ郡（英語版）
- ペンバ郡
- マコミア郡（英語版）
- ムイドゥンべ郡（英語版）
- ムエダ郡（英語版）
- メクフィ郡（英語版）
- メルコ郡（英語版）
- イボ郡（英語版）
- パルマ郡（英語版）
- モシンボア・ダ・プライア郡（英語版）
- モンテプエズ郡（英語版）

## ガザ州
ガザ州には以下の11の郡がある。
- ビレンマシア郡（英語版）
- シブト郡（英語版）
- チクアラクアラ郡（英語版）
- チグボ郡（英語版）
- ショクウェ郡（英語版）
- ギジャ郡（英語版）
- マバラネ郡（英語版）
- マンジャカゼ郡（英語版）
- マサンゲナ郡（英語版）
- マシンギル郡（英語版）
- シャイシャイ郡

## イニャンバネ州
イニャンバネ州には以下の12の郡と1つの市 (cidade) がある。
- イニャンバネ市
- マシーシェ郡
- フニャロウロ郡（英語版）
- ゴヴロ郡（英語版）
- ホモイネ郡（英語版）
- ジャンガモ郡（英語版）
- イニャリメ郡（英語版）
- イニャソロ郡（英語版）
- マボテ郡（英語版）
- マシンガ郡（英語版）
- モランベン郡（英語版）
- パンダ郡（英語版）
- ビランクーロ郡（英語版）
- ザバラ郡（英語版）

## マニカ州
マニカ州には以下の12の郡がある。
- バルエ郡（英語版）
- シモイオ郡
- ゴンドラ郡（英語版）
- グロ郡（英語版）
- マカテ郡（英語版）
- マシャゼ郡（英語版）
- マコッサ郡（英語版）
- マニカ郡（英語版）
- モスリーゼ郡（英語版）
- ススンデンガ郡（英語版）
- タンバラ郡（英語版）
- ヴァンドゥズィ郡（英語版）

## マプト市
マプト市はモザンビークの首都かつ1つの市 (cidade)で区分されている。
- マプト市

## マプト州
マプト州には以下の8つの郡がある。
- マトラ郡
- ボアネ郡（英語版）
- マグデ郡（英語版）
- マンヒサ郡（英語版）
- マラクエネ郡（英語版）
- モアンバ郡（英語版）
- ナマチャ郡（英語版）
- マトゥトゥイネ郡（英語版）

## ナンプーラ州
ナンプーラ州には以下の18の郡がある。
- ナカラ郡
- アンゴシェ郡（英語版）
- エラティ郡（英語版）
- ララウア郡（英語版）
- マレマ郡（英語版）
- メコンタ郡（英語版）
- メクブリ郡（英語版）
- メンバ郡（英語版）
- モジンクアル郡（英語版）
- モゴボラス郡（英語版）
- モーマ郡（英語版）
- モナポ郡（英語版）
- モスリル郡（英語版）
- ムエカテ郡（英語版）
- ムルプーラ郡（英語版）
- ナカラ＝ア＝ヴェーリャ郡（英語版）
- ナカロア郡（英語版）
- ナンプーラ郡
- リバウエ郡（英語版）

## ニアサ州
ニアサ州には以下の15の郡と1つの市 (cidade) に区分されている。
- ラゴ郡（英語版）
- サンガ郡（英語版）
- マバゴ郡（英語版）
- メクラ郡（英語版）
- ムエンベ郡（英語版）
- マルパ郡（英語版）
- リシンガ郡（英語版）
- リシンガ市
- マジュネ郡（英語版）
- ヌガウマ郡（英語版）
- マウア郡（英語版）
- ニペペ郡（英語版）
- マンディンバ郡（英語版）
- メタリカ郡（英語版）
- クアンバ郡（英語版）
- メカニェラス郡（英語版）

## ソファラ州
ソファラ州には以下の13の郡がある。
- ベイラ郡
- ブジ郡（英語版）
- カイア郡（英語版）
- シェンバ郡（英語版）
- シェリンゴマ郡（英語版）
- シババーヴァ郡（英語版）
- ドンド郡（英語版）
- ゴロンゴーザ郡（英語版）
- マロメウ郡（英語版）
- マシャンガ郡（英語版）
- マリングエ郡（英語版）
- ムアンザ郡（英語版）
- ニャマタンダ郡（英語版）

## テテ州
テテ州には以下の14の郡がある。
- テテ郡
- アンゴニア郡
- ツァンガノ郡（英語版）
- マカンガ郡（英語版）
- チフンデ郡（英語版）
- チウタ郡（英語版）
- モアティゼ郡（英語版）
- ズンボ郡（英語版）
- マゴエ郡（英語版）
- マラビア郡（英語版）
- カオラ・バッサ郡（英語版）
- チャンガラ郡（英語版）
- ムタララ郡（英語版）
- ドア郡 (モザンビーク)（英語版）
- マララ郡（英語版）

## ザンベジア州
ザンベジア州には以下の16の郡と1つの市 (cidade) が区分している。
- グルエ郡
- アルト・モロクエ郡（英語版）
- ナマロイ郡（英語版）
- ミランジェ郡（英語版）
- ジレ郡（英語版）
- イレ郡（英語版）
- ルジェラ郡（英語版）
- ペバネ郡（英語版）
- モクバ郡
- モルンバラ郡（英語版）
- マガンジャ・ダ・コスタ郡（英語版）
- ナマクラ郡（英語版）
- ニコアダラ郡（英語版）
- モペイア郡（英語版）
- ケリマネ市
- イニャッスンジェ郡（英語版）
- シンデ郡（英語版）

## その他
- モザンビーク島 (文化遺産)